# Аркея жовто-синя
Арке́я жовто-синя (Bangsia arcaei) — вид горобцеподібних птахів родини саякових (Thraupidae). Мешкає в Центральній і Південній Америці.

## Опис
Довжина птаха становить 13,3-15 см. Тім'я яскраво-синє, верхня частина тіла, крила і хвіст чорнувато-сині, нижня частина тіла золотисто-жовті. Дзьоб чорний, міцний. Очі червоні.

## Підвиди
Виділяють два підвиди:

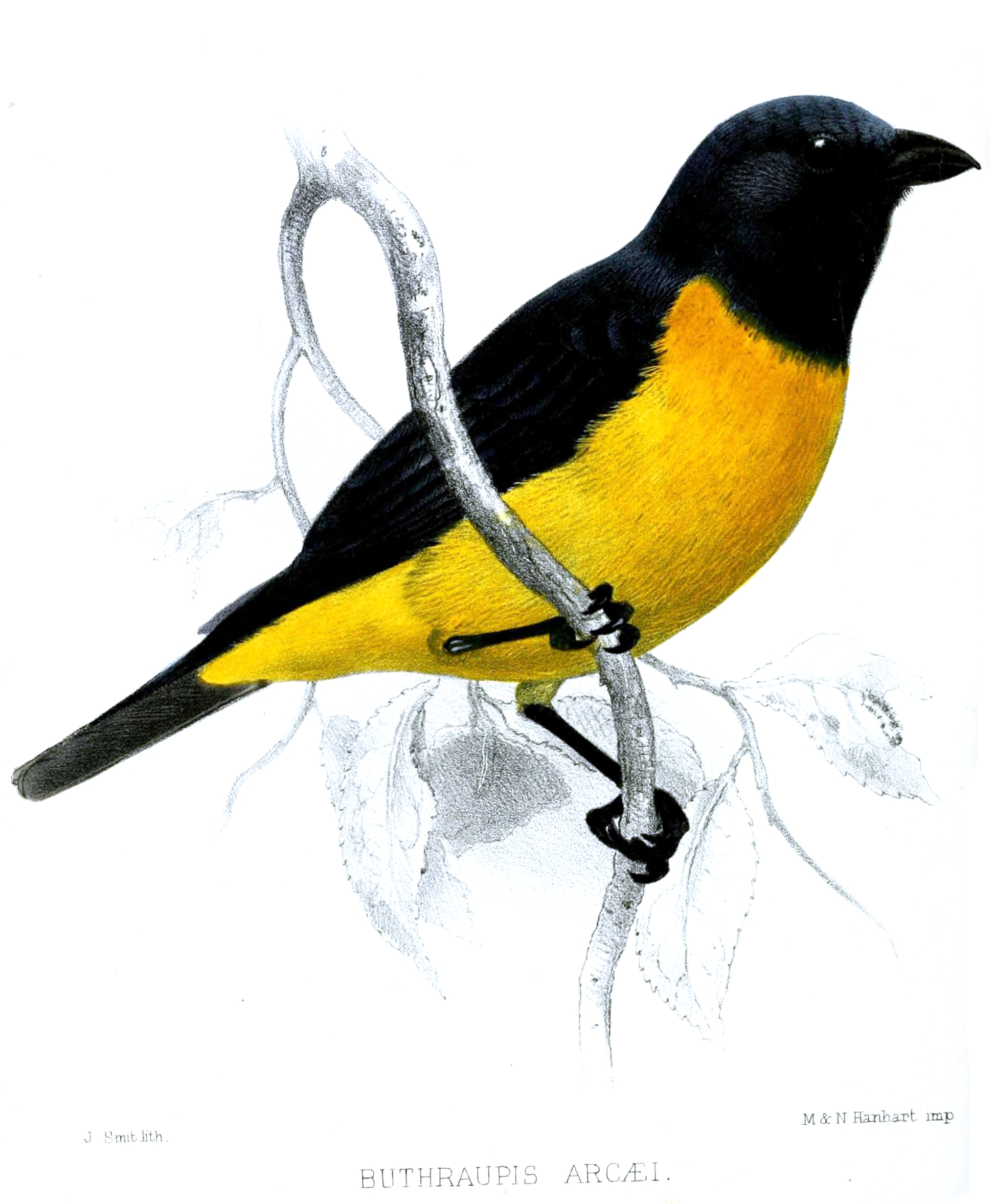
Жовто-синя аркея

- B. a. caeruleigularis (Ridgway, 1893) — Коста-Рика;
- B. a. arcaei (Sclater, PL & Salvin, 1869) — Панама.

## Поширення і екологія
Жовто-сині аркеї мешкають на східних схилах гір в Коста-Риці і Панамі, а також в горах Серранія-дель-Дар'єн на північному заході Колумбії. Вони живуть у вологих гірських і рівнинних тропічних лісах. Зустрічаються на висоті від 300 до 1500 м над рівнем моря, переважно на висоті від 700 до 1050 м над рівнем моря. Живляться плодами, комахами і павуками, а також нектаром.

## Збереження
МСОП класифікує стан збереження цього виду як близький до загрозливого. За оцінками дослідників, популяція жовто-синіх аркей становить від 3700 до 15000 птахів. Їм загрожує знищення природного середовища.